# Вільколаз-Другий
Вільколаз-Другий (пол. Wilkołaz Drugi) — село в Польщі, у гміні Вільколаз Красницького повіту Люблінського воєводства.
Населення — 682 особи (2011).
У 1975-1998 роках село належало до Люблінського воєводства.

## Демографія
Демографічна структура станом на 31 березня 2011 року:
|          | Загалом | Допрацездатний вік | Працездатний вік | Постпрацездатний вік |
| -------- | ------- | ------------------ | ---------------- | -------------------- |
| Чоловіки | 344     | 70                 | 233              | 41                   |
| Жінки    | 338     | 67                 | 174              | 97                   |
| Разом    | 682     | 137                | 407              | 138                  |